# Ducie
Ducie je malý korálový atolový ostrov v Tichém oceánu. Patří mezi 4 Pitcairnovy ostrovy, a je z nich nejmenší. Nížiny na Ducie jsou už zaplaveny, takže z moře vystupují jen nové malé ostrůvky. Nejvyšší bod dosahuje pouze 3 m n. m. Ducie se připojil k Pitcairnovým ostrovům v roce 1902, předtím patřil Velké Británii. Leží asi 535 km od hlavního města Pitcairnových ostrovů – Adamstownu.

## Historie
Portugalský námořník Pedro Fernández de Quirós objevil ostrov Ducie 26. ledna 1606 a pojmenoval ho La Encarnación. Později byl ostrov znovu objeven Brity, když kapitán Edward Edwards, velitel lodi Pandora, pátral po vzbouřencích z lodi Bounty. Ostrov Ducie je pojmenován po baronu Francisi Ducie, kapitánovi Britského královského námořnictva.